# Alexander Abrosimov
Alexánder Víktorovich Abrósimov (Samara, 16 novembre 1948 – Nižnij Novgorod, 20 giugno 2011) è stato un matematico e docente russo.

## Biografia
Nel 1971 si è laureato presso il Dipartimento di Meccanica e Matematica dell'Università Statale di Gorky (ora Università Statale Lobachevsky di Nizhny Novgorod). Abrosimov ha intrapreso gli studi universitari presso il Dipartimento di Meccanica e Matematica dell'Università Statale di Mosca Lomonosov sotto la supervisione del professore Boris Shabat. Nel 1984 ha difeso il suo dottorato di ricerca avente come tesi i “Sistemi differenziali complessi e le equazioni tangenziali di Cauchy-Riemann”. Abrosimov è stato professore Associato nel sottodipartimento di Teoria delle Funzioni nel Dipartimento di Meccanica e Matematica e professore a contratto presso la Scuola Superiore di Fisica Generale e Applicata (il dipartimento di base dell'Istituto di Fisica Applicata e l'Istituto di Fisica delle Microstrutture del Accademia Russa delle Scienze).

### Lavoro
A partire dai suoi primi lavori nel 1971-1973, Abrosimov ha studiato sistemi sovradeterminati di equazioni differenziali alle derivate parziali dove ha applicato con successo un approccio originale da lui sviluppato.
Un brillante lavoro matematico nel 1988 è stato dedicato a una procedura esplicita che consente di decidere se due date ipersuperfici reali lisce sono localmente CR-diffeomorfe.
Successivamente, Abrosimov ha applicato la sua tecnica originale per descrivere CR-automorfismi di quadriche reali di codimensione superiore. In questa direzione ottenne importanti risultati ed elaborò metodi oggi ben noti agli specialisti della geometria CR.
In primo luogo, Abrosimov dimostrò che gli automorfismi olomorfi di una quadrica di codimensione due sono forniti da trasformazioni birazionali di grado due.
In secondo luogo, ha dimostrato in modo convincente la potenza del meccanismo dell'algebra differenziale nella geometria CR. In particolare, dimostrò che in condizioni blande lo stabilizzatore di un punto nel gruppo degli automorfismi di una quadrica in Cn è un gruppo lineare.
In terzo luogo, è stato tra i primi ricercatori ad analizzare l'esame di una classe di CR-varietà di codimensione uno. Ad oggi, la classe è rimasta al centro dell'attenzione e degli sforzi di ricerca.
Nel complesso, Abrosimov ha pubblicato più di 25 lavori scientifici sull'analisi complessa. Alcuni dei suoi lavori sulla geometria-CR e sui campi adiacenti nell'analisi complessa sono considerati pionieristici.